# Maurepas (Fusain)
Der Maurepas ist ein Fluss in Frankreich, der in der Region Centre-Val de Loire verläuft. Er entspringt im Gemeindegebiet von Montliard, fließt generell in nordöstlicher Richtung durch das Département Loiret und mündet nach rund 19 Kilometern bei Sceaux-du-Gâtinais als rechter Nebenfluss in den Fusain.

## Orte am Fluss
(Reihenfolge in Fließrichtung)  
- Fréville-du-Gâtinais
- Lorcy
- Corbeilles